# Episodi de Gli intoccabili (seconda stagione)
La seconda stagione della serie televisiva Gli intoccabili è stata trasmessa in anteprima negli Stati Uniti d'America dalla ABC tra il 13 ottobre 1960 e l'8 giugno 1961.
| nº | Titolo originale           | Titolo italiano | Prima TV USA     | Prima TV Italia |
| -- | -------------------------- | --------------- | ---------------- | --------------- |
| 1  | The Rusty Heller Story     |                 | 13 ottobre 1960  |                 |
| 2  | Jack 'Legs' Diamond        |                 | 20 ottobre 1960  |                 |
| 3  | Nicky                      |                 | 3 novembre 1960  |                 |
| 4  | The Waxey Gordon Story     |                 | 10 novembre 1960 |                 |
| 5  | The marzo of Cain          |                 | 17 novembre 1960 |                 |
| 6  | A Seat on the Fence        |                 | 24 novembre 1960 |                 |
| 7  | The Purple Gang            |                 | 1º dicembre 1960 |                 |
| 8  | Kiss of Death Girl         |                 | 8 dicembre 1960  |                 |
| 9  | The Larry Fay Story        |                 | 15 dicembre 1960 |                 |
| 10 | The Otto Frick Story       |                 | 22 dicembre 1960 |                 |
| 11 | The Tommy Karpeles Story   |                 | 29 dicembre 1960 |                 |
| 12 | The Big Train (Part 1)     |                 | 5 gennaio 1961   |                 |
| 13 | The Big Train (Part 2)     |                 | 12 gennaio 1961  |                 |
| 14 | The Masterpiece            |                 | 19 gennaio 1961  |                 |
| 15 | The Organization           |                 | 26 gennaio 1961  |                 |
| 16 | The Jamaica Ginger Story   |                 | 2 febbraio 1961  |                 |
| 17 | Augie 'The Banker' Ciamino |                 | 9 febbraio 1961  |                 |
| 18 | The Underground Court      |                 | 16 febbraio 1961 |                 |
| 19 | The Nick Moses Story       |                 | 23 febbraio 1961 |                 |
| 20 | The Antidote               |                 | 9 marzo 1961     |                 |
| 21 | The Lily Dallas Story      |                 | 16 marzo 1961    |                 |
| 22 | Murder Under Glass         |                 | 23 marzo 1961    |                 |
| 23 | Testimony of Evil          |                 | 30 marzo 1961    |                 |
| 24 | Ring of Terror             |                 | 13 aprile 1961   |                 |
| 25 | Mr. Moon                   |                 | 20 aprile 1961   |                 |
| 26 | Death for Sale             |                 | 27 aprile 1961   |                 |
| 27 | Stranglehold               |                 | 4 maggio 1961    |                 |
| 28 | The Nero Rankin Story      |                 | 11 maggio 1961   |                 |
| 29 | The Seventh Vote           |                 | 18 maggio 1961   |                 |
| 30 | The King of Champagne      |                 | 25 maggio 1961   |                 |
| 31 | The Nick Acropolis Story   |                 | 1º giugno 1961   |                 |
| 32 | 90-Proof Dame              |                 | 8 giugno 1961    |                 |